# Matsumoto Osamu (1977)
Osamu Matsumoto (sinh ngày 15 tháng 8 năm 1977) là một cầu thủ bóng đá người Nhật Bản.

## Sự nghiệp câu lạc bộ
Osamu Matsumoto đã từng chơi cho FC Tokyo.